# Денікін Антон Іванович
Анто́н Іва́нович Дені́кін (* 4 (16) грудня 1872, Влоцлавек, Варшавська губернія, Царство Польське, Російська імперія — † 8 серпня 1947, Енн-Арбор, Мічиган, США) — російський військовий діяч, генерал-лейтенант, учасник російсько-японської,  та Першої світової війн, а також громадянської війни в Росії, один із лідерів Білого руху, українофоб, здійснював репресії проти мирного населення. Емігрант, автор мемуарів і військовий документаліст.

## Біографія

### Походження
Народився у містечку Шпеталь Дольни, передмісті Влоцлавека (тоді Варшавська губернія Російської імперії, тепер частина міста), в сім'ї відставного майора російської прикордонної сторожі Івана Єфимовича Денікіна (колишнього селянина-кріпака Саратовської губернії, який після 25 років служби досяг офіцерського чину). Мати, Лізавета (Ельжбета) Францисківна Вжесінська, походила з родини збіднілих польських дрібних землевласників (працювала швачкою).
Біограф Денікіна Дмитро Лєхович зазначав, що Денікін як один із вождів антикомуністичної боротьби мав більш пролетарське походження, ніж багато хто з його більшовицьких ворогів.

### Ранні роки
Вже в чотири роки обдарований хлопчик почав читати. З дитинства він вільно володів російською та польською мовами. Сім'я Денікіних жила бідно, єдиним джерелом її існування була пенсія батька у 36 карбованців. З дитинства батько привів його до православної віри — Антон служив у православному храмі, прислуговував у вівтарі, співав на криласі, дзвонив у дзвони, а потім читав Шість Псалмів та Апостола. Мати брала його також до католицького храму, але батько заборонив йому туди ходити, та насварив ксьондза, який намагався примусити матір передати Антона до католицької віри.

### Початок військової служби
Антон з дитинства мріяв про військову службу. У 1890 він закінчив Ловичьске реальне училище, згодом вступив до Київського піхотного училища, яке закінчив 1892 року і отримав звання підпоручика з прикомандуванням до 2-ї польової артилерійської бригади, що містилась у місті Бела Седлецької губернії Царства Польського. Цього ж року 20-річний Денікін був запрошений на полювання, де врятував від кабана місцевого податкового інспектора Василя Чижа. Після цього його запросили до цієї сім'ї, де він познайомився зі своєю майбутньою дружиною — Ксенією Василівною Чиж, донькою інспектора, яка народилася кілька тижнів тому. Вони одружаться багато пізніше, у 1918, під час Громадянської війни.
В 1899 році закінчив академію Генштабу.

### Перша світова війна
Учасник Першої світової війни, командир дивізії, корпусу, в 1907 — командувач військами Західного і Південно-Західного фронту. Командувач Залізною дивізією.
Був активним учасником заколоту генерала Л.Г. Корнілова,разом з яким втік з Биховської тюрми на Дон.

### Добровольча армія
Наприкінці 1917 разом з Л. Г. Корніловим і М. В. Алексєєвим став організатором Добровольчої армії, яку очолив після загибелі Корнілова (13.4.1918). Весною 1919 Добровольча армія під командуванням Денікіна розпочала наступ з Північного Кавказу, i у червні 1919 зайняла Донбас і Харків. За свідченням генерал-майора армії генерала Денікіна А. Туркула населення Харкова зустріло Денікіна із захватом:

| На четверту добу прибув Головнокомандувач, генерал Денікін. Парад на Миколаївській площі. Величезні натовпи. Всі пані в білих сукнях, квіти. Урочистий молебень. [...] Від міста генералові Денікіну були піднесені ікона і хліб. Оригінальний текст (рос.) На четвертые сутки прибыл Главнокомандующий, генерал Деникин. Парад на Николаевской площади. Громадные толпы. Все дамы в белых платьях, цветы. Торжественное молебствие. [...] От города генералу Деникину были поднесены икона и хлеб-соль. |
Празький історик та журналіст Василь Зіглалов зазначає, що всюди, де був і воював Денікін, він ганебно втікав. Так, він утік від корніловського бунту на Дон, втік, як диктатор-злочинець, із України. Втік, нарешті й з території Криму на Захід, як приватна особа, таємно, на одному з кораблів. Всюди, де б не правив Денікін, він запроваджував воєнну диктатуру, сіяв жорстокість, смерть. Він люто ненавидів усі прагнення народів Росії до хоча б щонайменшого самовизначення чи автономії і був прихильником диктаторських методів управління та імперії.
Насправді Денікін не втікав від корніловського бунту. Він надіслав телеграму Керенському про повну підтримку дій Корнілова, і через кілька днів був заарештований комісаром Південно-Західного фронту Йорданським за наказом Тимчасового уряду за участь у корніловському виступі та посаджений до Бердичівської в'язниці, а потім переведений до Биховської в'язниці, де він зустрівся з ув'язненим Корніловим. Корнілов та Денікін, а також кілька інших генералів за вказівкою генерала Духоніна були звільнені вже після жовтневого перевороту та ліквідації Тимчасового уряду. На Дон генерал Денікін разом з Корніловим втікав від більшовицького переслідування для початку організації на Дону Добровольчої армії.

#### Українське питання
На територіях, що знаходилися під контролем Добровольчої армії було відновлено дію дореволюційних законів, та проголошувалась ідея «единой и неделимой России». В Україні Денікін проводив великодержавну політику, у державних школах було відновлено викладання російською мовою, в приватних школах допускалося викладання українською мовою. Офіційна позиція А. Денікіна з мовного питання в Україні була висловлена у «Зверненні головнокомандувача збройними силами Півдня Росії генерала А. Денікіна до населення Малоросії», яке було опублікувало у «Киевлянине» (1919):

| «До стародавнього Києва, „матері міст руських“, наближаються полки в нестримному прагненні повернути російському народу втрачену ним єдність, ту єдність, без якої великий російський народ, знесилений і роздроблений, втрачаючи молоді покоління в братовбивчих міжусобицях, не в силах був би відстояти свою незалежність, — ту єдність, без якої не налагодиться повне і правильне господарське життя, коли Північ і Південь, Схід і Захід великої держави у вільному обміні несуть один одному все, чим багатий кожен край, кожна область, без якого не утворилася б могутня російська мова, в рівній частці зіткана зусиллями Києва, Москви і Петрограда. Бажаючи знесилити російську державу перш ніж оголосити йому війну, німці задовго до 1914 року прагнули зруйнувати викувану у важкій боротьбі єдність російського племені. З цією метою ними підтримувався і роздувався на півдні Росії рух, який поставив собі за мету відділення від Росії її дев'яти південних губерній під ім'ям „Української Держави“. Прагнення відторгнути від Росії Малоросійську гілку російського народу не зупинене і понині. Колишні ставленики німців — Петлюра і його соратники, які поклали початок розчленування Росії, продовжують і тепер здійснювати свою злу справу: створення самостійної „Української Держави“ і боротьбу проти відродження Єдиної Росії. Проте, від зрадницького руху, спрямованого на поділ Росії, необхідно абсолютно відкидати діяльність, навіюванню любов'ю до рідного краю, до його особливостей, місцевої старовини і місцевої народної мови. Зважаючи на це в основу улаштування областей Півдня Росії і буде покладено початок самоврядування та децентралізації при неодмінній повазі до життєвих особливостей місцевого побуту. Оголошую державною мовою на всьому просторі Росії російську мову, але вважаю абсолютно недопустимим і забороняю переслідування малоросійської мови. Кожен може говорити в місцевих установах, земствах, суспільних місцях і в суді малоросійською. Місцеві школи, що утримуються на приватні кошти, можуть вести викладання на будь-якій мові. У державних школах … можуть бути впроваджені уроки малоросійської народної мови… Рівним чином не буде жодних обмежень відносно малоросійської мови у пресі.» Оригінальний текст (рос.) К древнему Киеву, “матери городов русских”, приближаются полки в неудержимом стремлении вернуть русскому народу утраченное им единство, то единство, без которого великий русский народ, обессиленный и раздробленный, теряя молодые поколения в братоубийственных междоусобиях, не в силах был бы отстоять свою независимость, – то единство, без которого неутолима полная и правильная хозяйственная жизнь, когда Север и Юг, Восток и Запад обширной державы в свободном обмене несут друг другу все, чем богат каждый край, каждая область, без которого не создалась бы могучая русская речь, в равной доле сотканная усилиями Киева, Москвы и Петрограда. Желая обессилить русское государство прежде чем объявить ему войну, немцы задолго до 1914 года стремились разрушать выкованное в тяжелой борьбе единство русского племени. С этой целью ими поддерживалось и раздувалось на юге России движение, поставившее себе цель отделение от России ее девяти южных губерний под именем “Украинской Державы”. Стремление отторгнуть от России Малорусскую ветвь русского народа не остановлено и поныне. Былые ставленники немцев – Петлюра и его соратники, положившие начало расчленению России, продолжают и теперь совершать свое злое дело: создание самостоятельной “Украинской Державы” и борьба против возрождения Единой России . Однако же от изменческого движения, направленного к разделу России, необходимо совершенно отметать деятельность, внушенную любовью к родному краю, к его особенностям, местной старине и местному народному языку. Ввиду сего в основу устроения областей Юга России и будет положено начало самоуправления и децентрализации при непременном уважении к жизненным особенностям местного быта. Объявляю государственным языком на всем пространстве России язык русский, но считаю совершенно недопустимым и запрещаю преследования малорусского языка. Каждый может говорить в местных учреждениях, земствах, присутственных местах и в суде по-малорусски. Местные школы, содержимые на частные средства, могут вести преподавание на каком угодно языке. В казенных школах ... могут быть учреждаемы уроки малорусского народного языка... Равным образом не будет никаких ограничений в отношении малорусского языка в печати. |
Денікін прямо заявляв, що «ніякої України знати не хоче», генерал ліквідовував все, що нагадувало українську державу. Був заборонений «галицький язик». Книги й газети українською мовою не лише не видавалися, але й вилучалися всюди і знищувалися, спалювалися, часто разом із приміщеннями й людьми, де ці книги й часописи були виявлені. Усі вивіски українською мовою були знищені. Школи українською мовою викладання ліквідовані, наукові, заклади, Академія наук — закриті. Всюди були зняті і знищені портрети Тараса Шевченка, його бюст у Києві денікінці скинули. 7 липня 1919 в Катеринославі у Англійському клубі Денікін, відповідаючи на привітання, звернувся до українців зі словами: «Ваша ставка на самостійну Україну бита. Тепер залишається єдина ставка — велика неділима Росія».  [Архівовано 29 червня 2016 у Wayback Machine.]
Генерал був категоричним противником будь-якої незалежності Польщі, України й інших національних регіонів Російської імперії. Науковці зазначають, що дії армії Денікіна у 1919—1920 роках в Україні фактично були не просто воєнними діями часів громадянської війни, а багато у чому нагадували геноцид. На думку істориків, Денікін був не лише диктатором, але й одним із російських «фашистів».
Антона Денікіна вважають заручником українофобських забобонів, а його «патологічну» українофобію пояснюють домінуючим в середовищі російських монархістів розумінням української проблеми як «антиімперської сепаратистської інтриги», ідейним впливом монархіста Василя Шульгіна, а також польським етнічним походженням і зневажливим ставленням до українців. Навіть ядро Добровольчої армії, що складалося з донських, терських і кубанських козаків, Денікін постійно підозрював в «українських симпатіях».

#### Репресії проти мирного населення

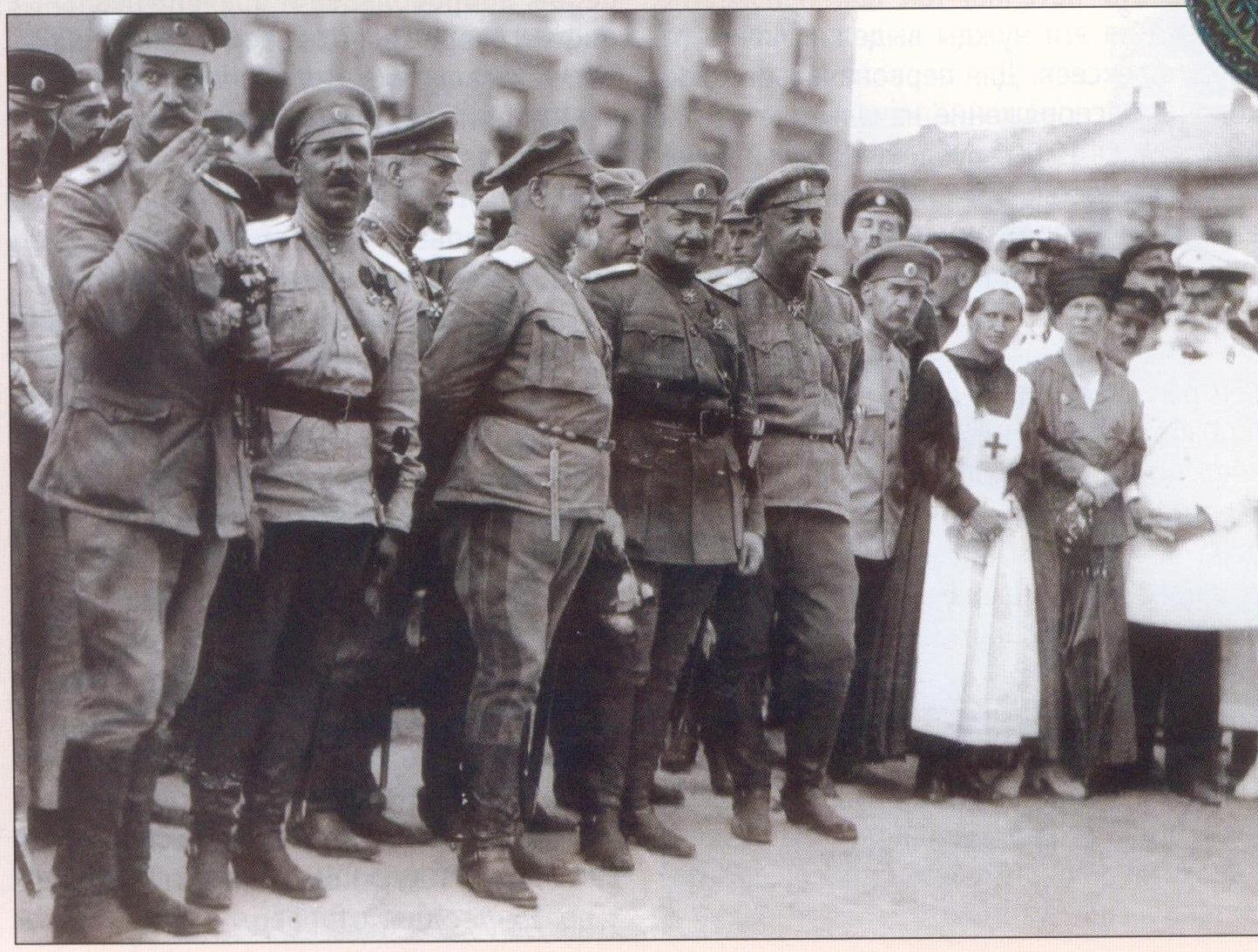
Вищі чини ЗСПР, в тому числі генерали Денікін та Романовський, на тлі будівлі присутствених місць під час параду 5 липня (22 червня ст. ст.) 1919 року в Харкові

Згідно з довідником з історії України та Енциклопедії українознавства здійснювались погроми українських культурних установ і шкіл, проводились масові репресії місцевої інтелігенції. З іншого боку, спогади денікінського коменданта Харкова, полковника Туркула, не містять жодних згадок про репресії проти мирного населення за винятком колишніх співробітників ЧК.
Виступаючи під прапором «єдіной і нєдєлімой» Росії, Денікін категорично не визнавав української нації. Ліквідуючи все, що нагадувало українську державу, генерал поділив територію України на три окремі області: Харківську, Київську і Новоросійську (з центром в Одесі). Управління цими областями Денікін доручив так званим «головноначальствуючим» — генералам із необмеженими диктаторськими повноваженнями: Харківською — Май-Маєвському, Київською — Драгомирову, Новоросійською — Шіллінгу. На чолі губерній стояли губернатори, на чолі повітів — повітові начальники, на селах поновлювалася волосна й сільська адміністрація царських часів. Для придушення опору робітників і селян створювалася «державна стража» — своєрідна жандармерія і контррозвідка.
На територіях, що знаходилися під контролем Добровольчої армії було відновлено дію дореволюційних законів, та проголошувалась ідея «единой и неделимой России». Дії армії Денікіна у 1919—1920 роках в Україні фактично були не просто воєнними діями часів громадянської війни, а багато у чому нагадували геноцид. Денікінці започаткували на окупованих територіях, включно з Україною, не лише «зачистки», знищення, всіх «неугодних», але й створення таборів смерті, жорстоких денікінських «застінків», де катували до смерті і комуністів, і євреїв, і «малоросів», і всіх неугодних страшному денікінському режимові. Денікінщина довела Україну до повної розрухи. У містах відбувалися тотальні погроми. На селах лютували загони денікінців, які катували, вбивали, вішали, забирали хліб, коней, фураж та ін..
Для ведення пропаганди й агітації, тотального шпигування і виявлення та знищення всіх неугодних Денікін створив своєрідний прообраз нацистського гестапо в Україні — «Освідомче агентство» (ОСВАГ) і «освідомчо-агітаційні» пункти на місцях Проти жорстокостей і безчинств армії Денікіна в Україні змушені були об'єднатися абсолютно протилежні і непримиренні сили — Директорія, польська армія Пілсудського, більшовики, Українська галицька армія, сили Махна.

#### Відносини з УНР
31 серпня 1919 денікінські війська увійшли у Київ, який був зайнятий частинами Армії Української Народної Республіки і Української Галицької Армії. Бої між українськими військами і частинами Добровольчої армії тривали протягом вересня-жовтня 1919. Потрапивши в ході боїв у надзвичайно складні умови (епідемія тифу, брак набоїв), Начальна Команда УГА була вимушена 6.11.1919 (офіційно 17.11.1919) підписати договір про входження УГА до складу «Збройних сил Півдня Росії» (офіційна назва армії Денікіна). Диктатор ЗОУНР-ЗУНР Є.Петрушевич виступив проти рішення командування УГА. Зрештою, цей договір так і не набув чинності через швидкий відступ військ Денікіна під ударами більшовицької армії.
Рештки денікінських частин відступили у Крим і в березні-квітні 1920 увійшли до складу армії генерала Петра Врангеля.

#### Відносини із Галицькою армією
Денікін не вважав представників Галицької армії, на відміну від УНР зрадниками «Єдиної та неподільної» Росії, як представників територій, що не входили до складу Російської імперії в довоєнні (до 1914 року) часи, та надав інструкції командуванню Новоросійської області у другій половині 1919 року уникнути бойових дій Добровольчої армії з Галицькою армією. В листопаді 1919 року між командуванням двох армій було укладено Зятківський та Одеський договори, за якими Галицька армія переходила у підпорядкування Головнокомандувача Збройних сил Півдня Росії генерала Денікіна з підпорядкуванням головнокеруючому Новоросійської області генерал-лейтенанту Шиллінгу.

### В еміграції
31 березня 1920 року до ставки Денікіна в Криму приїхав генерал О. Кутепов, який заявив, що «після невдач, котрі сталися в Новоросійську та до нього, добровольчий корпус уже більш не довіряє генералу Денікіну так, як вірив до того часу». Ця звістка викликала заяву Денікіна, що він складає з себе повноваження командуючого Добровольчою армією. 3 квітня в Севастополі відбулося засідання військової ради, на якому вирішувалося питання про призначення нового керівника. Рада одноголосно висловилася за генерал-лейтенанта П. Врангеля як спадкоємця головнокомандувача. 4 квітня Денікін підписав наказ про зняття з себе повноважень та призначення генерала Врангеля Верховним правителем та Головнокомандувачем Збройними силами Півдня Росії. Наступного дня А. Денікін на борту англійського міноносця емігрував до Європи.
До кінця Другої світової війни проживав у Європі, після війни переїхав до США. Помер у місті Енн-Арборі (США) 8 серпня 1947 року, 3 жовтня 2005 року на цвинтарі Донського монастиря в Москві відбулося перепоховання генерала Антона Денікіна з дружиною Ксенією.
Автор мемуарів: «Очерки русской смуты» (т.1—2, 1920—1922, т. 3—4, 1924—1925), «Офицеры» (1928), «Старая Армия» (1929–1931); «Путь русского офицера» (не завершені, вперше видано у 1953 році) та ін.
У політичну мову увійшли слова Денікіна про «єдину та неподільну Росію», зокрема Сталін у доповіді на XII з'їзді ВКП(б) сказав: «…Бродять бажання влаштувати в мирному порядку те, чого не вдалося влаштувати Денікіну, тобто створити так звану єдину і неподільну».

## Нагороди
- Знак 1-го Кубанського (Льодового) походу № 3 (1918)
- Георгіївська зброя, оздоблена діамантами, з надписом «За двократне визволення Луцька» (22.09.1916)
- Георгіївська зброя (10.11.1915)
- Орден Святого Георгія 3-го ступеня (3.11.1915)
- Орден Святого Георгія 4-го ступеня (24.04.1915)
- Орден Святого Володимира 3-го ступеня (18.04.1914)
- Орден Святого Володимира 4-го ступеня (6.12.1909)
- Орден Святої Анни 2-го ступеня з мечами (1905)
- Орден Святого Станіслава 2-го ступеня з мечами (1904)
- Орден Святої Анни 3-го ступеня з мечами і бантами (1904)
- Орден Святого Станіслава 3-го ступеня (1902)

Зарубіжні:
- Почесний лицар-командор Ордена Лазні (Велика Британія, 1919)
- Орден Михая Хороброго 3-го ступеня (Румунія, 1917)
- Військовий Хрест 1914–1918 (Франція, 1917)